# テルストラ

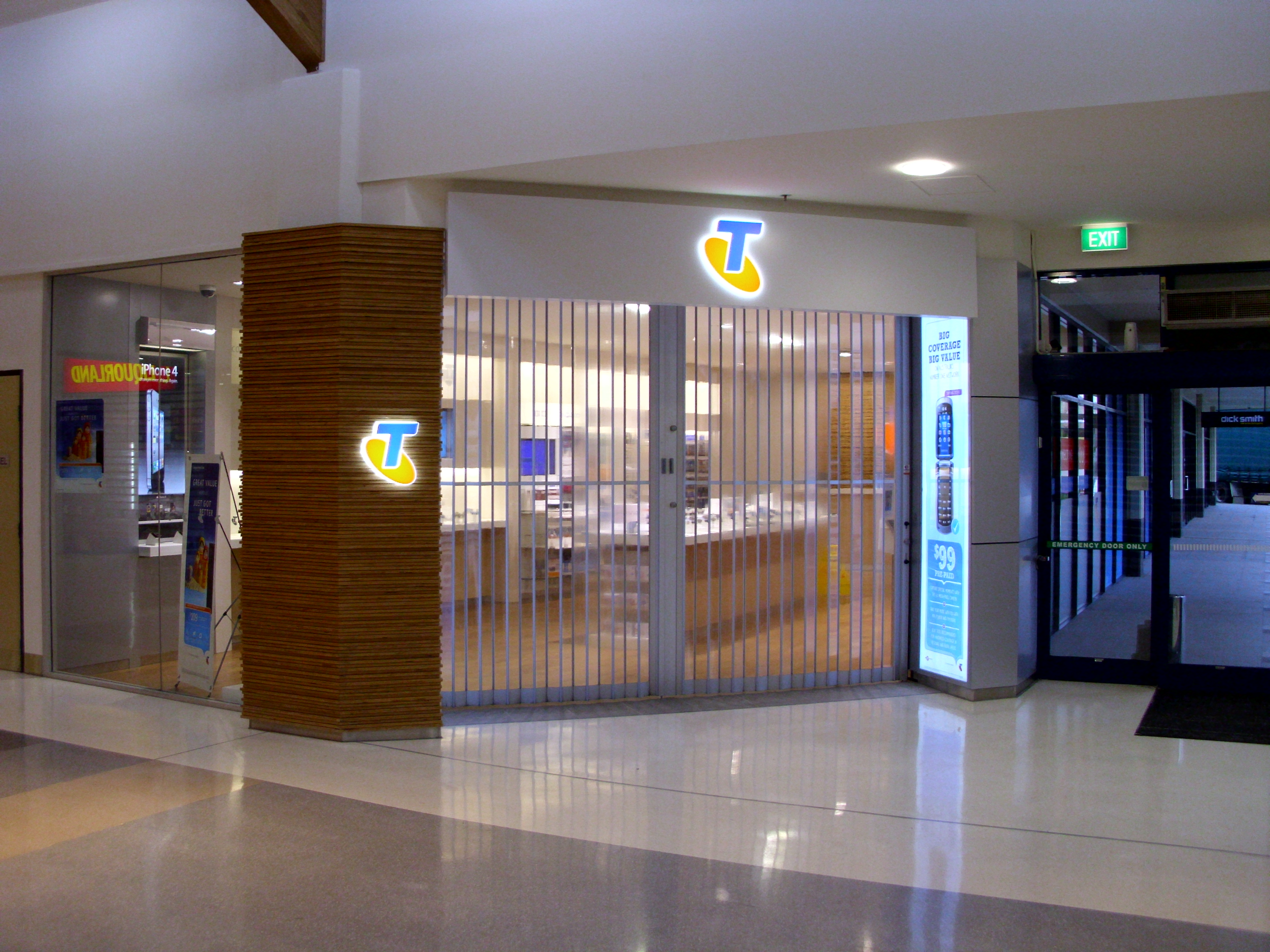
ウォガウォガ市のテルストラ・ストア

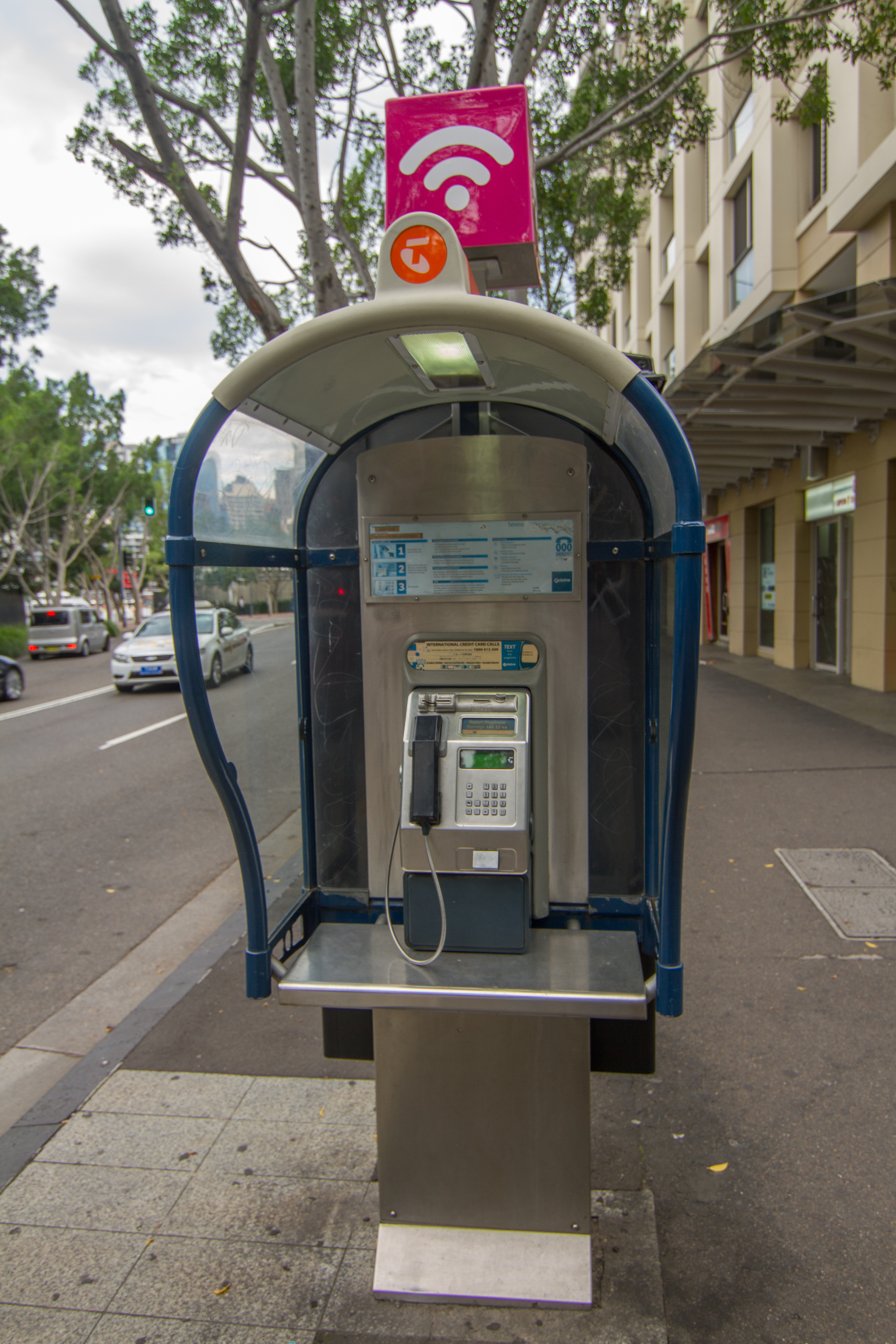
テルストラの公衆電話

テルストラ（英: Telstra Corporation）は、オーストラリア最大の公共・民間所有の通信会社。

## 歴史
- 1901年 - オーストラリア郵政省の一部として設立
- 1975年6月12日 - テレコム・オーストラリア（Telecom Australia）として設立
- 1991年11月6日 - テルストラ法により、国が株式を所有する特殊会社として設立
- 2004年11月 - NTTドコモのiモードサービスを開始[2]
- 2005年
  - 6月 - アメリカやフランスの通信会社のCEOを務めてきた、ソロモン・トルヒーヨ(Solomon Trujillo) がCEOに就任。当時、政府が過半数株主だったテルストラ社の改革を実施。ADSLでのブロードバンド化や、携帯事業のCDMAネットワークからW-CDMAネットワーク(ブランド名：NextG)への移行を発表
  - 9月14日 - テルストラ完全民営化法案が成立
- 2006年11月～12月 - テルストラ株公募第3弾（T3）を実施。連邦政府の所有する51.8%の株のうち、155億豪ドル相当（約35％）を売却
- 2007年12月 - iモードサービスを終了[3]
- 2009年3月1日 - メルボルンに位置するドームスタジアム（前テルストラドーム）の命名権は、エティハド航空へ移る（現名称：ドックランズ・スタジアム）

## 携帯電話の通信方式
GSMは900/1800MHz帯、UMTS（W-CDMA）は850MHz帯を採用。このため、ドコモローミングの際は、UMTS850MHz対応のWORLD WING機種の利用が推奨される（この機種であれば、通常はGSM900/1800MHz帯も当然利用可能。ちなみに、豪州の他社UMTS網は、2100MHz中心であるため、当該機種で問題なく使えるが、Band8にあたる900MHz帯をオーバーレイにより利用している事業者もあるため、注意が必要）。かつては、CDMA(cdmaOne/CDMA2000)を手がけていたが、UMTSを手がけることなどを理由に停波した。このため、KDDIのグローバルパスポートCDMAが現在豪州では利用できなくなっている（これが、現在のグローバルパスポートGSM対応のWIN機が発売する直接の引き金となった）。
なお、豪州でUMTSサービスを手がける3TELSTRA（Hutchison 3G Australiaを参照）は、別オペレータ（ハチソングループのUMTSサービスのブランドである「3」を冠しているというだけの話で、本稿のテルストラそのものではない）。なお、豪州の3は、豪ボーダフォンと経営統合に伴い、ボーダフォンブランドに統一されており、現在は当社およびオプタスとの3大事業者の一角を占めている形となっている。

## 公衆電話
オーストラリアの街頭にテルストラの公衆電話がたくさんある。

## テルストラグローバル
テルストラグローバルはテルストラ豪州本社の海外部門になる。主な事業内容はネットワークサービス、ホスティング/マネージドサービスになる。2010年に豪州本社の国際部門を香港に移転し、アジアエリアに特化した組織体制へと移行。2011年にインフラストラクチャー管理会社REACHの資産編成を行い、RNALケーブルの保有やデータセンター事業を拡大。アジアパシフィック内で保有しているケーブル量はアジア最大規模になる。2012年度からはクラウドベースのサービスをリリースし、「ネットワークカンパニー」から「ソリューションカンパニー」へとシフトしている。

## 日本法人
日本法人は東京都港区の愛宕グリーンヒルズに拠点を置く。（2001年に設立。）資本金は9,725万円。設立当初は国内通信事業者に対して、自社回線を提供。近年は日系企業のグローバル進出に伴い、製造業、金融業を中心に直販ビジネスにシフト。2011年の東日本大震災では、茨城の海底ケーブル複数本が故障するも、被害を免れた自社所有の回線を迂回ルートとして用いた事で対応。

### データ
- Yahoo! - Telstra Corporation Limited Company プロフィール